# Austrolimnophila cyclopica
Austrolimnophila cyclopica är en tvåvingeart som beskrevs av Alexander 1947. Austrolimnophila cyclopica ingår i släktet Austrolimnophila och familjen småharkrankar. Inga underarter finns listade i Catalogue of Life.